# Leixlip
Leixlip (iriska: Léim an Bhradáin) är en stad i östliga Kildare i Republiken Irland. År 2004 hade staden ett invånarantal på över 20 000 invånare som ständigt växer. Folkökningen beror en hel del på att många flyttar till Leixlip för att slippa storstadslivet i Dublin, flera pendlar även till huvudstaden som ligger cirka 20 kilometer därifrån. I Leixlip finns även Intel och Hewlett-Packards fabriker.

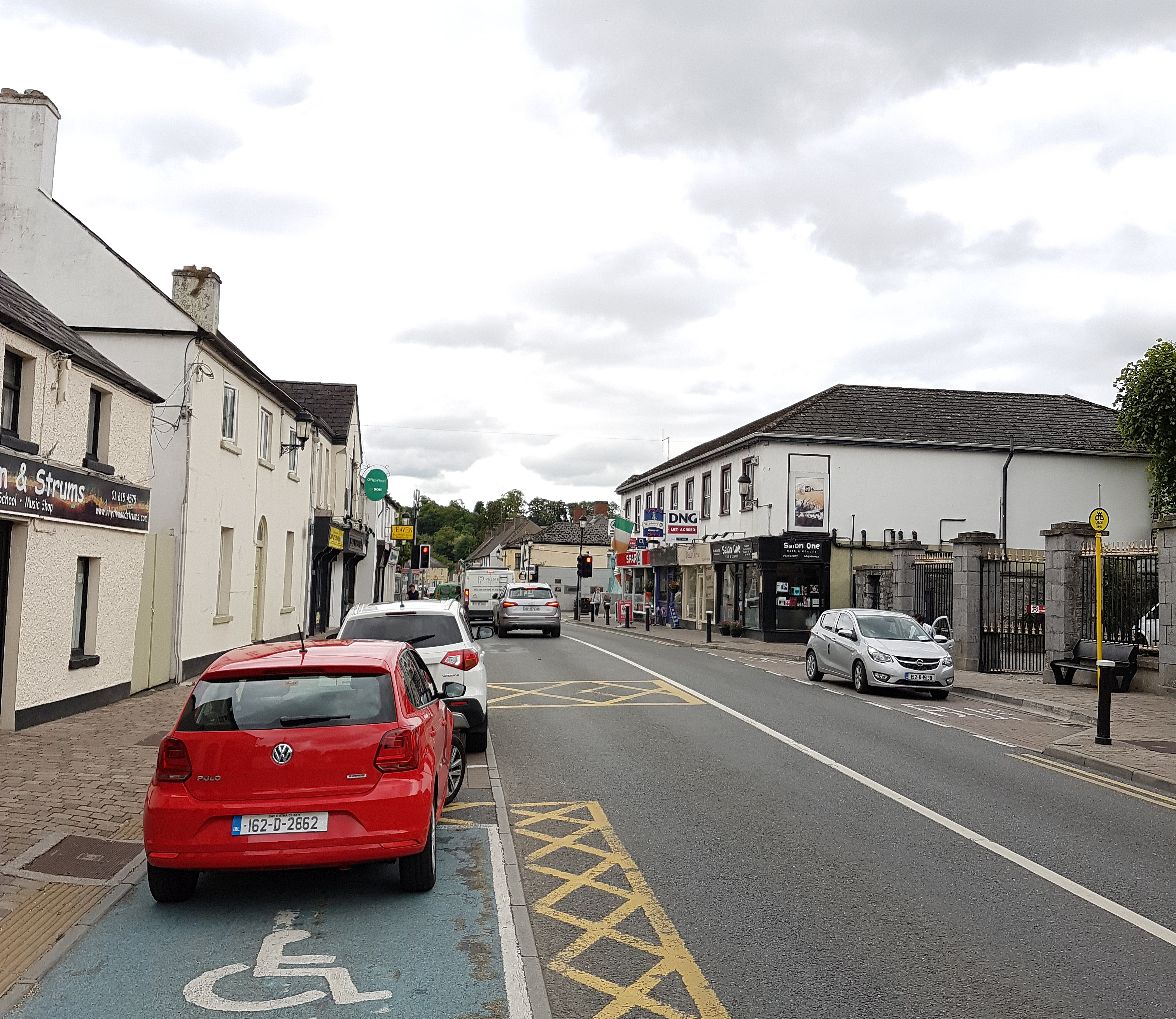
Leixlip

Staden är även känt som Guinnessölets födelsestad. I äldre historia är den även känd som platsen för slaget vid Leixlip år 917. Vikingakungen Sitric besegrade då den iriska kungen av Leinster. Namnet Leixlip skvallrar om ortens närhet till det vikingatida Dublin. Leixlip är en angliserad form av det norska namnet Laks Hlaup. Stadens iriska namn Léim an Bhradáin betyder just hoppande laxar och tvenne sådana finns representerade på stadsvapnet. Floden Liffey rinner genom staden, och vidare till Dublin där den når havet.
Bland sevärdheterna i Leixlip finns bland annat Leixlip slott som ägs av Guinnessfamiljen.
Det finns även god kommunikation med staden, motorvägen M4 går utanför staden och järnvägsstation finns på linjen mellan Dublin och Sligo.